# Boliwia na Letnich Igrzyskach Olimpijskich Młodzieży 2010
Boliwię na Letnich Igrzyskach Olimpijskich Młodzieży 2010 w Singapurze reprezentowało 25 sportowców w 4 dyscyplinach.

## Skład kadry

### Lekkoatletyka
- Bruno Rojas - bieg na 100 m - 13. miejsce (5. miejsce w finale "B") (10,90 s)[1]

### Kolarstwo
Cross Country 
| Zawodnik          | Konkurencja | Wynik   | Miejsce | Punkty |
| ----------------- | ----------- | ------- | ------- | ------ |
| Carlos Montellano | Kolarstwo   | -5 okr. | 31      | 72     |
| Jimena Montecinos | Kolarstwo   | -3 okr  | 30      | 40     |

Time Trial
| Zawodnik          | Konkurencja | Wynik   | Miejsce | Punkty |
| ----------------- | ----------- | ------- | ------- | ------ |
| Samuel Melgar     | Kolarstwo   | 4:59.94 | 32      | 30     |
| Jimena Montecinos | Kolarstwo   | 4:17.34 | 31      | 40     |

BMX
| Zawodnik          | Konkurencja | Runda kwal. | Runda kwal. | Ćwierćfinały | Ćwierćfinały | Ćwierćfinały | Ćwierćfinały | Ćwierćfinały | Ćwierćfinały | Ćwierćfinały | Półfinały | Półfinały | Półfinały | Półfinały | Półfinały | Półfinały | Półfinały | Finał    | Finał    | Finał  |
| Zawodnik          | Konkurencja | Runda kwal. | Runda kwal. | Wyścig 1     | Wyścig 1     | Wyścig 2     | Wyścig 2     | Wyścig 3     | Wyścig 3     | Poz.         | Wyścig 1  | Wyścig 1  | Wyścig 2  | Wyścig 2  | Wyścig 3  | Wyścig 3  | Poz.      | Finał    | Finał    | Finał  |
| Zawodnik          | Konkurencja | Czas        | Poz.        | Czas         | Poz.         | Czas         | Poz.         | Czas         | Poz.         | Poz.         | Czas      | Poz.      | Czas      | Poz.      | Czas      | Poz.      | Poz.      | Czas     | Poz.     | Punkty |
| ----------------- | ----------- | ----------- | ----------- | ------------ | ------------ | ------------ | ------------ | ------------ | ------------ | ------------ | --------- | --------- | --------- | --------- | --------- | --------- | --------- | -------- | -------- | ------ |
| Sebastian Vargas  | Kolarstwo   | 33.282      | 13          | 33.690       | 4            | 33.801       | 4            | 39.814       | 5            | 4 Q          | 34.946    | 7         | 45.785    | 5         | 34.012    | 7         | 8         | niekwal. | niekwal. | 68     |
| Jimena Montecinos | Kolarstwo   | 51.130      | 22          | 50.059       | 8            | 51.266       | 7            | 52.686       | 8            | 8            | niekwal.  | niekwal.  | niekwal.  | niekwal.  | niekwal.  | niekwal.  | niekwal.  | niekwal. | niekwal. | 40     |

Road Race
| Zawodnik          | Konkurencja | Wynik   | Miejsce | Punkty |
| ----------------- | ----------- | ------- | ------- | ------ |
| Carlos Montellano | Kolarstwo   | 1:14:08 | 58      | 67*    |
| Samuel Melgar     | Kolarstwo   | 1:16:48 | 65      |        |
| Sebastian Vargas  | Kolarstwo   | 1:16:48 | 68      |        |

Łącznie
| Zespół                                                             | Konkurencja | Cross Country Pkt | Cross Country Pkt | Time Trial Pkt | Time Trial Pkt | BMX Pkt | BMX Pkt    | Road Race Pkt | Suma Pkt | Miejsce |
| Zespół                                                             | Konkurencja | Chłopcy           | Dziewczęta        | Chłopcy        | Dziewczęta     | Chłopcy | Dziewczęta | Road Race Pkt | Suma Pkt | Miejsce |
| ------------------------------------------------------------------ | ----------- | ----------------- | ----------------- | -------------- | -------------- | ------- | ---------- | ------------- | -------- | ------- |
| Jimena Montecinos Carlos Montellano Samuel Melgar Sebastian Vargas | Kolarstwo   | 72                | 40                | 30             | 40             | 68      | 40         | 67*           | 357      | 28      |

### Piłka nożna
| Lista zawodników | Konkurencja | Faza grupowa    | Faza grupowa | Półfinał           | Finał         | Miejsce |
| Lista zawodników | Konkurencja | Grupa C         | Poz.         | Półfinał           | Finał         | Miejsce |
| --- | ----------- | --------------- | ------------ | ------------------ | ------------- | ------- |
| Pedro Galindo (C) Alvaro Paz Carlos Anez Macallister Amutary Noel Rodriguez Romero Vaca Jhamil Bejarano Yasser Manzur Jorge Alpire Jorge Sabja Rodrigo Mejido Harry Zegarra Osvaldo Daza Marvin Martinez Cristian Arano Gustavo Torrez Luis Banegas Josue Gutrhie | Piłka nożna | Vanuatu · W 2-0 | 1 Q          | Czarnogóra · W 3-1 | Haiti · W 5-0 | 1.      |
| Pedro Galindo (C) Alvaro Paz Carlos Anez Macallister Amutary Noel Rodriguez Romero Vaca Jhamil Bejarano Yasser Manzur Jorge Alpire Jorge Sabja Rodrigo Mejido Harry Zegarra Osvaldo Daza Marvin Martinez Cristian Arano Gustavo Torrez Luis Banegas Josue Gutrhie | Piłka nożna | Haiti · W 9-0   | 1 Q          | Czarnogóra · W 3-1 | Haiti · W 5-0 | 1.      |

### Pływanie
Chłopcy
- Tarco Llobet
  - 50 m. st. klasycznym - 14. miejsce w kwalifikacjach (33.19)
  - 100 m. st. klasycznym - 27. miejsce w kwalifikacjach (1:13.55)

Dziewczęta
- Maria Lopez
  - 50 m. st. dowolnym - 46. miejsce w kwalifikacjach (29.93)
  - 100 m. st. dowolnym - 46. miejsce w kwalifikacjach (1:04.86)